# كولي دام (واشنطن)
كولي دام (بالإنجليزية: Coulee Dam, Washington)‏ هي بلدة تقع بولاية واشنطن في الولايات المتحدة. تبلغ مساحتها 2.02 (كم²)، وترتفع عن سطح البحر 349 م، بلغ عدد سكانها 1098 نسمة في عام 2010 حسب إحصاء مكتب تعداد الولايات المتحدة وتصل الكثافة السكانية فيها 588.8 نسمة/كم2.

## التركيبة السكانية
قام مكتب تعداد الولايات المتحدة بتحديد بيانات التركيبة السكانية لكولي دام في تعداد الولايات المتحدة. في ما يلي، التركيبة السكانية حسب تعدادي 2000 و2010.

### تعداد عام 2000
بلغ عدد سكان كولي دام 1,044 نسمة بحسب تعداد عام 2000، وبلغ عدد الأسر 448 أسرة وعدد العائلات 305 عائلة مقيمة في البلدة. في حين سجلت الكثافة السكانية 1,532.5 نسمة لكل ميل مربع (591.7/كم2). وبلغ عدد الوحدات السكنية 499 وحدة بمتوسط كثافة قدره 732.5 نسمة لكل ميل مربع (282.8/كم2).
وتوزع التركيب العرقي للبلدة بنسبة 64.56% من البيض و 29.12% من الأمريكيين الأصليين و 0.48% من الأمريكيين ذوي الأصول الآسيوية و 0.29% من الأمريكيين الأفارقة و 4.98% من عرقين مختلطين أو أكثر.
بلغ عدد الأسر 448 أسرة كانت نسبة 25.7% منها لديها أطفال تحت سن الثامنة عشر تعيش معهم، وبلغت نسبة الأزواج القاطنين مع بعضهم البعض 52.0% من أصل المجموع الكلي للأسر، ونسبة 11.4% من الأسر كان لديها معيلات من الإناث دون وجود شريك، وكانت نسبة 31.7% من غير العائلات. تألفت نسبة 27.7% من أصل جميع الأسر من أفراد ونسبة 13.8% كانوا يعيش معهم شخص وحيد يبلغ من العمر 65 عاماً فما فوق. وبلغ متوسط حجم الأسرة المعيشية 2.74، أما متوسط حجم العائلات فبلغ 2.32.
بلغ العمر الوسطي للسكان 44 عاماً. وكانت نسبة 22.9% من القاطنين تحت سن الثامنة عشر، وكانت نسبة 7.1% بين الثامنة عشر والأربعة وعشرون عاماً، ونسبة 20.7% كانت واقعةً في الفئة العمرية ما بين الخامسة والعشرون حتى والأربعة وأربعون عاماً، ونسبة 29.0% كانت ما بين الخامسة والأربعون حتى الرابعة والستون، ونسبة 20.3% كانت ضمن فئة الخامسة والستون عاماً فما فوق. يوجد لكل 100 أنثى 93.3 ذكر، ويوجد لكل 100 أنثى في الثامنة عشر من عمرها فما فوق 90.3 ذكر.
بلغ متوسط دخل الأسرة في البلدة 37,391 دولار، أما متوسط دخل العائلة فبلغ 45,066 دولار. وكان متوسط دخل الذكور 38,000 دولار مقابل 22,500 دولار للإناث. وسجل دخل الفرد الخاص بالبلدة 18,791 دولار. وكانت نسبة 6.7% من العائلات ونسبة 9.8% من السكان تحت خط الفقر، وكان من هؤلاء نسبة 14.9% تحت سن الثامنة عشر ونسبة 11.0% في الخامسة والستين من العمر وما فوق.

### تعداد عام 2010
بلغ عدد سكان كولي دام 1,098 نسمة بحسب تعداد عام 2010، وبلغ عدد الأسر 459 أسرة وعدد العائلات 301 عائلة مقيمة في البلدة. في حين سجلت الكثافة السكانية 1,525.0 نسمة لكل ميل مربع (588.8/كم2). وبلغ عدد الوحدات السكنية 534 وحدة بمتوسط كثافة قدره 741.7 لكل ميل مربع (286.4/كم2).
وتوزع التركيب العرقي للبلدة بنسبة 55.0% من البيض و 35.5% من الأمريكيين الأصليين و 0.7% من الأمريكيين ذوي الأصول الآسيوية و 0.5% من الأمريكيين الأفارقة و 5.9% من عرقين مختلطين أو أكثر.
بلغ عدد الأسر 459 أسرة كانت نسبة 29.8% منها لديها أطفال تحت سن الثامنة عشر تعيش معهم، وبلغت نسبة الأزواج القاطنين مع بعضهم البعض 42.9% من أصل المجموع الكلي للأسر، ونسبة 15.7% من الأسر كان لديها معيلات من الإناث دون وجود شريك، بينما كانت نسبة 7.0% من الأسر لديها معيلون من الذكور دون وجود شريكة وكانت نسبة 34.4% من غير العائلات. تألفت نسبة 30.5% من أصل جميع الأسر من أفراد ونسبة 12.9% كانوا يعيش معهم شخص وحيد يبلغ من العمر 65 عاماً فما فوق. وبلغ متوسط حجم الأسرة المعيشية 2.93، أما متوسط حجم العائلات فبلغ 2.39.
بلغ العمر الوسطي للسكان 41.6 عاماً. وكانت نسبة 24.8% من القاطنين تحت سن الثامنة عشر، وكانت نسبة 5.7% بين الثامنة عشر والأربعة وعشرون عاماً، ونسبة 23.1% كانت واقعةً في الفئة العمرية ما بين الخامسة والعشرون حتى والأربعة وأربعون عاماً، ونسبة 28.8% كانت ما بين الخامسة والأربعون حتى الرابعة والستون، ونسبة 17.5% كانت ضمن فئة الخامسة والستون عاماً فما فوق. وتوزع التركيب الجنسي للسكان بنسبة 49.9% ذكور و50.1% إناث.

## وصلات خارجية
- The US50 - Cities and Towns in Washington State
- Washington Cities and Towns, Facts, Map, Flag, Colleges, Government, and More